# Astrocaryum faranae
Espèce
Astrocaryum faranae est une espèce de palmiers à feuilles pennées.